# Neolític preceràmic

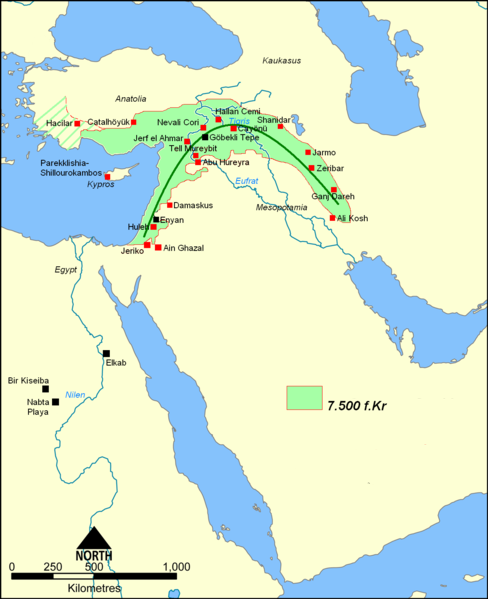
Mapa del Creixent Fèrtil 7.500 aC.

S'anomena meolític preceràmic o neolític aceràmic un període de la prehistòria que es va desenvolupar en algunes regions, no totes, de l'anomenat Creixent Fèrtil i, molt possiblement, a Grècia. El Creixent Fèrtil és una denominació utilitzada per arqueòlegs i historiadors per referir-se a una àrea geogràfica que englobaria els territoris de l'antic Egipte, el Llevant mediterrani, al sud-est d'Anatòlia, Mesopotàmia i el nord-oest de Pèrsia, considerats pels investigadors com el nucli més antic de desenvolupament autòcton neolític. En molts jaciments d'aquesta zona es constata arqueològicament que les principals característiques de l'anomenada revolució neolítica (agricultura, ramaderia, sedentarisme, aparició de la pedra polida i generalització de la ceràmica) no es van donar de forma simultània. Hi ha un període, variable en cada regió, durant el qual la ceràmica encara no estava present en els assentaments, però sí que es documenten les activitats de producció alimentària que identifiquen com a tal a una societat neolítica: l'agricultura i la ramaderia.
El Neolític preceràmic es divideix en dues fases: A i B. La inicials que se'ls associen són, respectivament: PPNA i PPNB (en anglès Pre-Pottery Neolithic A i B). La cronologia exacta és difícil d'establir, i l'existència d'una o altra fase, o de totes dues, depèn de la zona a estudiar i dels investigadors que l'estudiïn, ja que les diferents escoles arqueològiques estableixen cronologies diferents.
Actualment no s'utilitza tant el terme preceràmic, que va sent substituït pel d'aceràmic, més correcte. Així, les fases es poden denominar amb l'acrònim ANA per al Neolític aceràmic A (en anglès Aceramic Neolithic A) i ANB per al Neolític aceràmic B (en anglès Aceramic Neolithic B), o amb les seves versions en català: NAA i NAB.

## Neolític preceràmic A (PPNA / ANA / NAA)
Segons alguns autors, aquesta fase, la més antiga del Neolític preceràmic, es va desenvolupar entre el 9500/9000 aC i el 8300 aC, d'una manera no homogènia, però amb característiques similars en aquells jaciments en els quals han estat detectades. En canvi, segons els altres que segueixen les conclusions establertes per l'escola francesa, el PPNA es va desenvolupar entre el 8350/8250 aC i el 7150 aC, amb unes tradicions culturals diversificades que indicaven una clara regionalització. Finalment, hi ha altres que opinen que la fase A hauria de ser datada cronològicament sobre la primera meitat del VIII mil·lenni aC (8000-7600 aC). Davant les evidents dificultats que presenta l'establiment d'una periodització única per aquest etapa, ens centrarem en les característiques bàsiques que la defineixen.
L'existència d'habitatges amb planta circular semiexcavats a terra és característic del Neolític preceràmic A. Aquests estan compartimentats, amb sòcols de pedra i amb murs de tova, generalment lluïts per la part interior. Els assentaments en coves, típics d'etapes anteriors, van desaparèixer i es va reduir el nombre de poblats, encara que va créixer la mida d'alguns d'aquests. Van aparèixer edificis monumentals de caràcter comunal, com en el cas de Jericó, on es constata per primera vegada en el registre arqueològic un sistema defensiu molt elaborat, que passa per ser el primer en la història de la humanitat: agruparia a unes 3000 persones, envoltades per un terraplè de 3 m d'amplada i 3,9 m conservats d'alçada, recolzat en una torrassa de 8,5 m. d'alt i 10 de diàmetre a la base, amb una escala interior. Tal construcció implica un grau d'organització social, especialització i jerarquització dels habitants que no s'hauria produït fins aquell moment en cap altre punt del planeta.

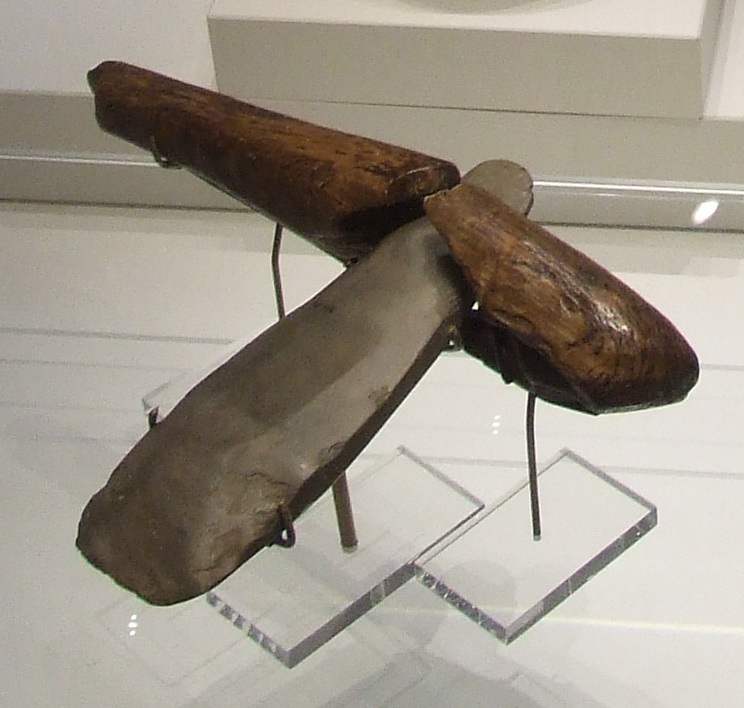
Destral neolítica de pedra polida amb mànec de fusta.

L'origen d'aquests individus del preceràmic A, s'ha de buscar en el substrat ètnic de la zona, que va evolucionar des de grups anteriors, en concret des dels grups natufianans o prenatufianans o els individus assimilats al Mesolític natufià.
Respecte a la indústria lítica, van aparèixer les primeres destrals polides i van començar a ser freqüents les eines relacionades amb la recol·lecció del gra: dents de falç o microlits, per fabricar aquestes dents i els relacionats amb el processament del gra: molins i morters.
Una eina lítica que ja havia aparegut en l'última fase del Mesolític (anomenada Khiamienana o Jiamienana, una cultura que deriva del món cultura natufiana) caracteritza també el PPNA: la punta del Khiam, amb dues escotadures pròximes a la base, la qual pot ser còncava, encara que això no és imprescindible. Aquesta punta es coneix amb el nom que li va donar quan va ser descoberta al jaciment epònim d'El Khiam.
Quant a l'economia, es pot establir que existia ja una agricultura incipient o predomèstica, derivada de la recol·lecció intensiva de cereals silvestres, que van acabar sent cultivats de maneres una mica precàries encara. Es tractava d'una agricultura en experimentació que buscava nous recursos productius a través de certes espècies salvatges. Encara que les proves arqueològiques ens mostren que aquestes encara tenien un pes important en la dieta humana, ja apareixien cereals en àrees de les quals no són autòctons i la modificació de les llavors a conseqüència de l'inici de la domesticació començava a ser evident. L'acumulació d'aquests indicis i el substancial augment de les eines necessàries per a la recol·lecció i processament dels cereals, han estat fonamentals per caracteritzar aquests pobles com neolítics. Però no es pot parlar d'agricultura en el sentit estricte de la paraula fins que les plantes són realment domesticades.

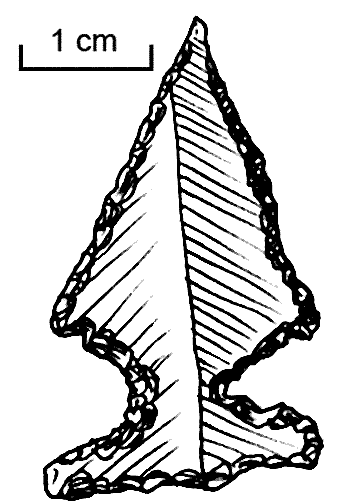
Punta del Khiam

Per ara, no hi ha indicis de domesticació d'animals, del que es dedueix que, si va existir, no tindria un pes important: sembla que l'agricultura va precedir la ramaderia, al contrari del que es creia tradicionalment.
Paral·lel al desenvolupament de l'agricultura es registren altres factors clau, com són l'augment de la cohesió social dels assentaments i de la jerarquització entre aquests, la progressiva especialització tecnològica dels seus pobladors i la constatació d'intercanvis a llarga distància (obsidiana d'Anatòlia a Jericó).
Amb relació a l'aparició de muralles, el cas de Jericó és especial i les seves implicacions no estan clares. Jericó es troba en un emplaçament estratègic, dins de la depressió del Mar Mort, en una zona de pas des Mesopotàmia cap al Mar Mediterrani, a l'oest, i el Mar Roig i la Vall del Nil, al sud. Segurament s'extrauria sal, betum i sofre, abundants a la regió, que vendrien als pobles nòmades de la seva àrea d'influència. De tot això es podria deduir que Jericó es dedicaria al comerç més que a l'agricultura (teoria discutida) i que, probablement, cobrés una quota pel trànsit a la zona. Potser les muralles fossin per defensar la seva riquesa, o potser fossin un element simbòlic, de prestigi, cosa que en realcés la posició dominant.

## Neolític preceràmic B (PPNB / ANB / NAB)
Per aquesta segona fase ens trobem amb el mateix problema de l'anterior: segons alguns investigadors, la cronologia fluctuaria entre el 8300 aC i el 7000/6800 aC, variant segons les regions; per altres, oscil·laria entre el 7150 aC i el 6050 aC; i algun més, ofereix aquesta mateixa durada al voltant de mil anys, però ocupant tota la segona meitat del VIII mil·lenni aC i la primera del VII (ca. 7500-6600 aC).
Una característica del Neolític preceràmic B, contraposada a l'anterior fase, és la generalització dels habitatges de planta rectangular, distribuïdes en l'espai d'acord amb un cert urbanisme, anomenat aglutinant (en jaciments com Çayönü i Çatalhöyük): les cases compartien elements arquitectònics, el que denotaria una certa planificació prèvia. Només a Khirokitia (Xipre) es van mantenir les plantes circulars. Segons Kent Flannery, el canvi en les plantes de les cases s'associaria amb societats diferents: les plantes circulars serien pròpies d'un sistema social de bandes (caçadors-recol·lectors), mentre les cases rectangulars, més complexes i amb abundants divisions internes, s'associen a una estructura social més complexa, com la societat segmentària (tribu).

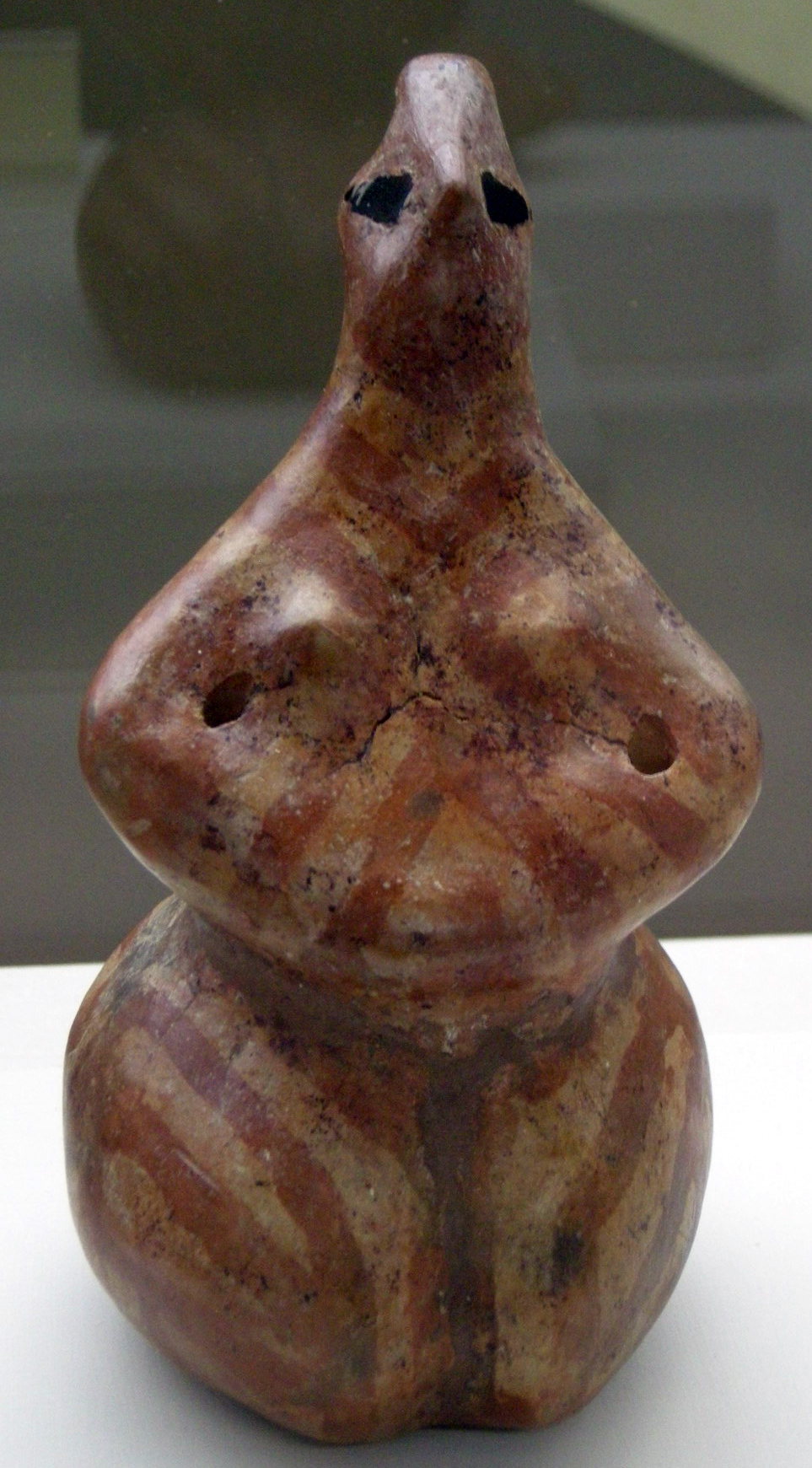
Estatueta femenina procedent d'Hacilar Museu Arqueològic Nacional de Florència.

No hi ha ruptura amb el període anterior sinó que s'observa una clara continuïtat cultural, encara que es dona una progressiva diferenciació en cada regió, a conseqüència de l'especialització i de l'evolució dels grups humans que hi viuen.
Continuïtat evident també en el ritu funerari, enterrant sota les cases dels cadàvers que s'havien deixat podrir prèviament a l'aire lliure, tot i que, com a novetat, en aquest moment es troben cranis humans modelats amb guix o calç, i pintats com a part d'un tractament ritual (com per exemple Jericó i Çatalhöyük). Es van generalitzar les figuretes femenines d'argila (sense coure) que ja apareixien en el període anterior; són molt interessants perquè enllaçaven amb el món simbòlic paleolític lligat al culte a la Deessa mare (Venus paleolítica) i a la fecunditat. En alguns jaciments (com a Hacilar, Anatòlia) són molt freqüents i solen tenir exagerats caràcters sexuals: en unes ocasions apareixen embarassades o donant a llum, en altres tenen nens petits als braços, alleten o en actituds maternals; algunes estan amb animals com toros. Una d'elles té entre els braços un possible lleopard, situat en la mateixa postura que si tingués un nen i, vista per darrere, està asseguda en un tron, el que dona peu a pensar sobre la seva possible divinitat.
En aquesta fase es va desenvolupar àmpliament la tecnologia lítica, que es caracteritzava per l'abundància d'estris relacionats amb l'agricultura, la generalització de la pedra polida i la desaparició de les puntes de Khiam. Aquestes van donar pas a les puntes pedunculades, que presenten un peduncle a la base i retoc pla: les més allargades i estilitzades s'anomenen puntes de Jericó i les més curtes de Biblos. També es van generalitzar els molins de mà i els morters, relacionats amb el processament del gra, i les vaixelles de pedra o guix.
Van aparèixer les peses de teler i les fusaioles, més grans i planes les primeres que les segones, van ser fabricades en pedra primer i després també en ceràmica. Ambdues peces tenen un forat que les travessa, es col·locaven en un teler perquè es tensaren les cordes i d'aquesta manera realitzar la trama. Per això, quan les hi troba s'identifiquen amb tasques tèxtils, del que es dedueix l'existència de fibra vegetal i/o animal (llana i, conseqüentment, ovelles, el que implica al seu torn, l'existència de ramaderia).

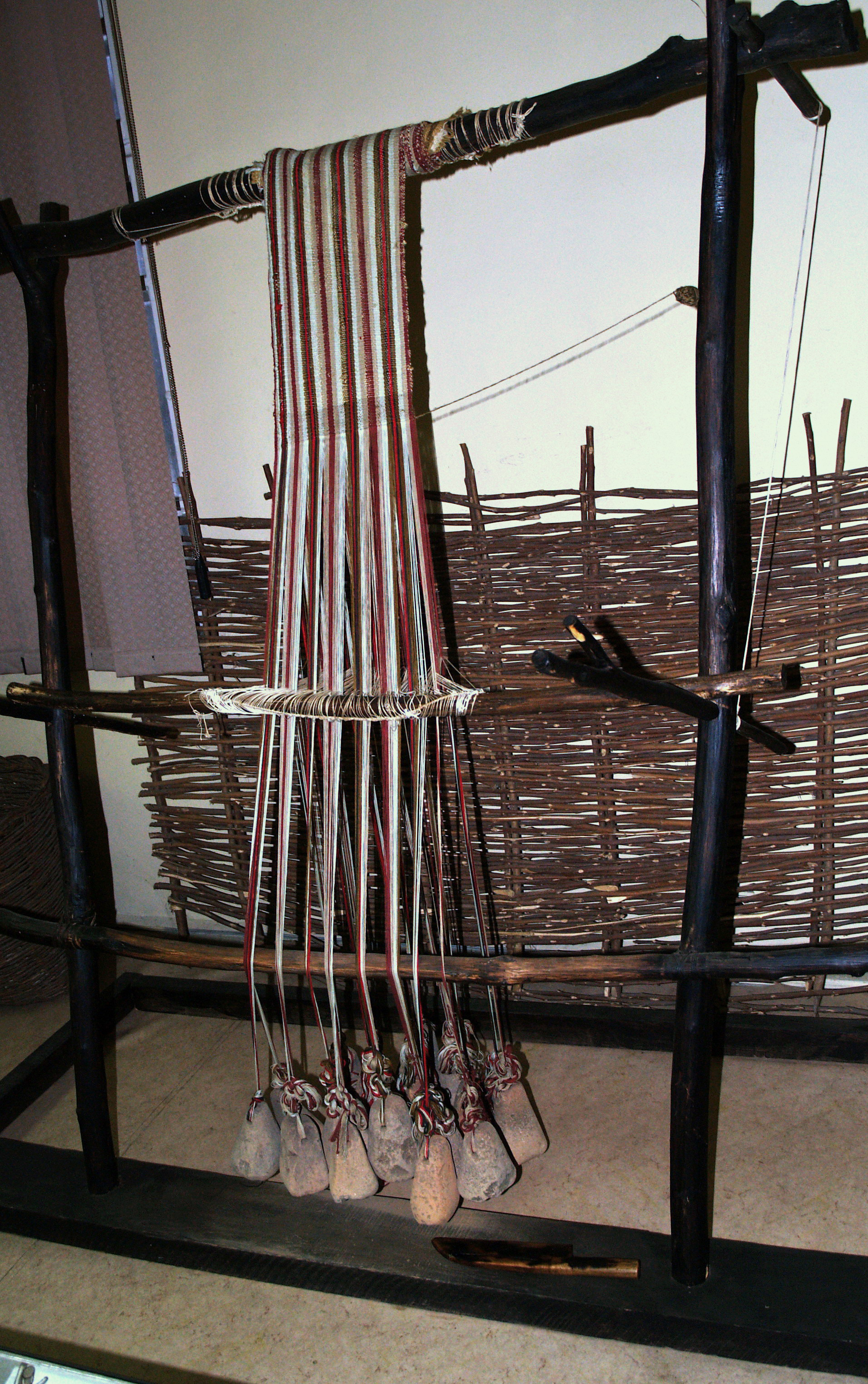
Reconstrucció d'un teler neolític

El sistema econòmic es va anar fent més complex, diversificant-se. L'agricultura i la ramaderia estaven ja plenament desenvolupades: hi ha evidències clares de la domesticació del blat, l'ordi i algunes lleguminoses, així com d'ovelles, cabres, porcs i bòvids. Ara se'ls pot anomenar amb tota propietat pobles agricultors i ramaders, alguns dels quals estaven altament especialitzats, com en l'assentament de Beidha, a Jordània, on un 86% de les restes animals trobades són de cabra, el que indica la seva dependència de la ramaderia remugant. D'altra banda, el comerç va començar a adquirir certa importància: l'existència de connexions entre assentaments allunyats entre si queda demostrada per l'aparició en els jaciments de Palestina i Síria de matèries primeres com l'obsidiana d'Anatòlia, el basalt de Transjordània o el sofre del mar Mort. Això explicaria la creixent especialització d'alguns grups humans, que podrien permetre en existir ja una certa  economia de barata. A Anatolia es troben, per primera vegada, objectes de coure natiu martellejat.
A la fi del període va aparèixer la ceràmica, expandint la revolució neolítica cap a Mesopotàmia, però decaient a Palestina, on es van abandonar els assentaments a l'aire lliure i van tornar a ocupar les coves. Això va poder ser a causa d'una major aridesa de l'entorn que va obligar els seus habitants a deixar els cultius i especialitzar-se en una ramaderia de tipus  transhumant. En qualsevol cas, al Llevant els jaciments van ser abandonats i no es van tornar a ocupar fins al Neolític Ple, 500 anys més tard.

## Neolític preceràmic C (PPNC / ANC / NAC)
Les excavacions al jaciment d''Ain Ghazal a Jordània han indicat l'existència d'un període preceràmic C que precediria el període ceràmic.
Juris Zarins ha proposat que un "Complex Pastoral Nòmada Circum Àrab" s'hauria desenvolupat a partir de la crisi climàtica del 6200 aC com a resultat d'un èmfasi creixent de les cultures PPNB en els animals domèstics al Llevant meridional i per la fusió amb les cultures existents encara de caçadors-recol·lectors harifians, amb connexions afiliades amb les cultures de Fayyum i del desert oriental d'Egipte. Les cultures que practicaven aquest estil de vida es van estendre per la costa del Mar Roig i des de Síria fins al sud de l'Iraq.

## Especificitats locals
Aquestes característiques generals són vàlides per al Neolític preceràmic en general, però hi ha especificacions en certes zones.
- Anatòlia

Fins fa pocs anys, no es podia parlar d'un PPNA a la regió anatòlica, però les excavacions que s'estan realitzant a Göbekli Tepe apunten en sentit contrari i estan revolucionant la visió que es tenia de l'organització social i les creences durant la transició del Mesolític al Neolític.
- Les muntanyes Zagros

En aquesta zona, pel que sé sap fins ara, es va passar directament del Mesolític al PPNB, d'aquí la teoria d'una possible aculturació.
- Xipre

En el cas de Xipre es discuteix sobre un possible poblament durant el Paleolític o no, ja que Khirokitia, un assentament pertanyent al Neolític preceràmic, és ja del PPNB. Això fa pensar que els seus primers habitants procedents del continent, concretament de Síria i Líban. El PPNB local té unes particularitats pròpies: un tipus d'arquitectura domèstica que va tenir després gran repercussió en època històrica en el Mediterrani. Es tracta de cases de planta circular, construïdes generalment sobre un sòl rebaixat, sobre el qual s'aixequen els murs i es fan uns sostres de volta, en forma de cúpula, mitjançant la tècnica de falsa cúpula, o aproximació de fileres, recobrint posteriorment. Aquest tipus de cases es denominen en singular tholos i en plural tholoi. En l'economia van tenir una importància extraordinària els productes tèxtils, donat el gran volum trobat de fusaioles.